# Odprto prvenstvo ZDA 2017
Odprto prvenstvo ZDA 2017 je teniški turnir za Grand Slam, ki je med 28. avgustom in 10. septembrom 2017 potekal v New Yorku.

## Moški posamično
- Rafael Nadal :  Kevin Anderson, 6–3, 6–3, 6–4

## Ženske posamično
- Sloane Stephens :  Madison Keys, 6–3, 6–0

## Moške dvojice
- Jean-Julien Rojer /  Horia Tecău :  Feliciano López /  Marc López, 6–4, 6–3

## Ženske dvojice
- Chan Yung-jan /  Martina Hingis :  Lucie Hradecká /  Kateřina Siniaková, 6–3, 6–2

## Mešane dvojice
- Martina Hingis /  Jamie Murray :  Chan Hao-ching /  Michael Venus, 6–1, 4–6, [10–8]